# Lillian Nordica
 Lillian Allen Norton (12 de diciembre de 1857, Maine - 10 de mayo de 1914, Batavia (hoy Yakarta)), más conocida como Lillian Nordica, fue una soprano norteamericana destacada en roles de Wagner y apodada la Yankee Diva.
Estudió en Boston y en Milán, debutando en Brescia y fue la primera cantante estadounidense en actuar en Bayreuth (como Elsa).
Cantó un amplísimo repertorio que incluyó Aida, Brünnhilde, Tristan und Isolde, Lohengrin, La Traviata, Il Trovatore, La Gioconda, Fausto, Les Huguenots, Mignon, Le Nozze di Figaro especialmente en el Metropolitan Opera de Nueva York donde cantó entre 1891 y 1909 más de 300 representaciones junto a Enrico Caruso y Ernestine Schumann-Heink, entre otros. Tuvo famosas rivalidades de Prima donna con Nellie Melba, Lilli Lehmann, Johanna Gadski, Olive Fremstad y Emmy Destinn.
En 1913 se embarcó en una gira por Oceanía en el buque Tasman que encalló en Papúa Nueva Guinea. La cantante sufrió hipotermia de la que nunca se recuperó. Murió de neumonía en Yakarta (Java, hoy Indonesia) tiempo después.